# Walton-on-the-Naze
Walton-on-the-Naze is een plaats in het bestuurlijke gebied Tendring, in het Engelse graafschap Essex. De plaats telt 12.000 inwoners.